# Амазонска стража
Амазонска стража или Амазонке (званично: Револуционарне монахиње; арап. الراهبات الثوريات; латинизирано al-rāhibāt al-thawriyyāt), такође и Зелене монахиње, биле су припаднице личне страже Муамера ел Гадафија. Ова стража је била састављена искључиво од жена, од којих је свака била обучена за руковање ватреним оружјем и страчњак у борилачким вештинама.
Група је формирана почетком осамдесетих година, после званичне оставке Гадафија као либијског шефа државе и узимања титуле „братски лидер и водич Првосептембарске револуције Велике Социјалистичке Народне Либијске Арапске Џамахирије“. Ово је било изненађење, јер је Гадафи био познат по својим мизогиничним изјавама током седамдесетих година, а у својој Зеленој књизи је јасно ставио до знања да улога жена треба бити ограничена на одржавање домаћинства и мајчинство.
Гадафи је наводно узео женске телохранитеље јер је веровао да се потенцијални арапски атентатор неће лако одлучити да пуца на жене. Међутим, постоје мишљења да су жене телохранитељи биле само још један аспект његове познате ексцентричне појаве и способности да привлачи пажњу јавности, али и његове склоности да се окружује младим женама. Гадафи је обично путовао са 15 телохранитељки из амазонске страже.
Кандидаткиње за амазонску гарду пролазиле су обимну обуку у руковању ватреним оружјем и у борилачким вештинама, морале су да дају заклетву чедности, а бирао их је Гадафи лично. Дозвољаване су им привилегије попут облачења у западном стилу, шминкања, прављења фризуре у западном стилу и ношења високих штикли.